# Лимпопо (мультфильм)
«Лимпопо» — советский рисованный мультфильм 1939 года по сказке Корнея Чуковского, созданный режиссёрами Леонидом Амальриком и Владимиром Полковниковым. Объединённые схожими творческими стремлениями, режиссёры нашли собственный стиль. Цветной вариант не сохранился.

## Сюжет
По сказке Корнея Чуковского.
Жил был доктор Айболит. Он был добрый и лечил зверей. Как-то раз пришла к нему лисица и пожаловалась, что её укусила оса. Доктор вытащил занозу из глаза лисицы и повязал на глаз повязку. Далее к доктору приходит пёс Барбос и жалуется, как он погнался за курицей, а та клюнула его в нос. Птички только посмеялись над его бедой, а доктор пожалел его и завязал нос бинтом. Вскоре к доктору на кобыле прискакал шакал и передаёт ему телеграмму от гиппопотама. Доктор прочитал телеграмму и помчался в Африку спасать зверей. Сначала он бежит лесом, ему помогли добраться до моря волки. Далее ему помог кит добраться до скалы. А орел усаживает на себя доктора и летит над Африкой, по которой протекает река Лимпопо. Вскоре доктор вылечил зверей и всё ему очень рады. А доктор полетел домой на Орле. А звери машут ему рукой на прощание.

## Создатели мультфильма
- Режиссёры: Леонид Амальрик, Владимир Полковников
- Сценарист — Корней Чуковский
- Композитор — Никита Богословский
- Ассистент — Надежда Привалова
- Технический ассистент — Е. Амальрик
- Оператор — К. Крылова
- Звукооператор — С. Ренский
- Художники-мультипликаторы: Борис Дёжкин, Валентин Лалаянц, Фаина Епифанова, Николай Фёдоров, Борис Титов, Лев Попов, Лидия Резцова, Ирина Коваленко, Константин Малышев

## Роли озвучивали
- Юлия Юльская — Обезьянка
- Ирина Мазинг
- Леонид Пирогов — Барбос; Бегемот; Кит
- Андрей Тутышкин — Айболит
- Владимир Лепко — Орёл
- И. Кремлева
- Н. Чкаусели

## История создания
Именно в 1939-41 годы на новой студии «Союзмультфильм» стали появляться ленты, вошедшие впоследствии в «золотой фонд» отечественного кино — «Лимпопо» и «Бармалей» Леонида Амальрика и Владимира Полковникова и др. Их появлением отмечено начало самобытной советской школы рисованного фильма. Образцом для мультипликаторов и доказательством возможности изображения в мультипликации положительного человеческого образа стал доктор Айболит из картины Л. А. Амальрика и В. И. Полковникова «Лимпопо» (1939).— Георгий Бородин
.

## Критика
Сказка моя «Лимпопо» оттого-то и удалась художникам Амальрику и Полковникову, что они начисто отказались от ненужной карикатурности, от трюкачества, от черствой и бездушной американской балаганщины, а взяли курс на задушевность и поэтичность, на тихий и нежный лиризм.
В этом и должен заключаться истинно советский стиль детского мультфильма. Всех героев, изображаемых в этом фильме, любишь. Доктор Айболит смешноват, чудаковат, но он раньше всего умилителен. Он типичный советский доктор — самоотверженный, гуманный, готовый отдать жизнь за своих пациентов. А как поэтично море, изображенное этими художниками, как поэтична та русская вьюга, которая мешает доктору добраться вовремя до его пациентов. .

«Лимпопо» кажется мне одним из лучших «мульти», какие я когда-либо видел. — К. И. Чуковский 